# Ricardo Zunino

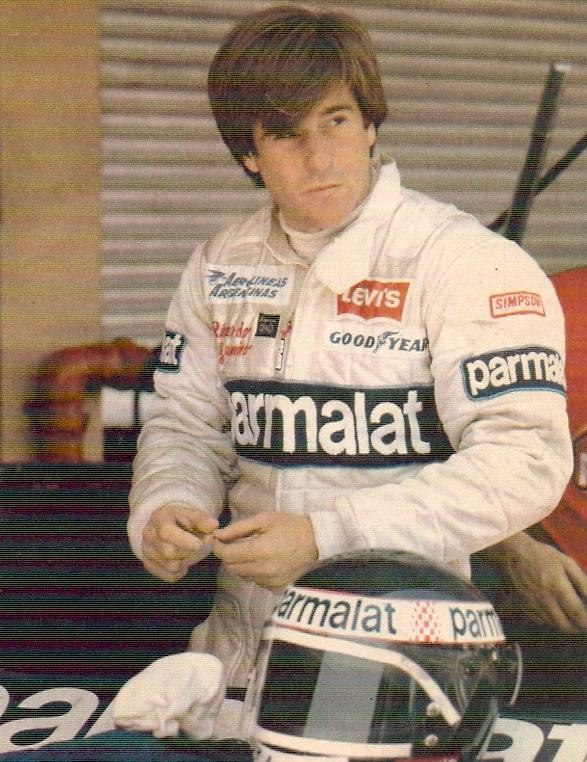
Ricardo Zunino

Ricardo Zunino (San Juan, 13 april 1949) is een voormalig autocoureur uit Argentinië die 11 Grand Prix-races reed.
Zunino debuteerde op 25-jarige in de autosport en dankzij successen in Argentinië kreeg hij financiële steun om in Europa te gaan racen. Ondanks weinig opzienbarende resultaten in de Formule 2 richtte hij zich vanaf 1979 op de Formule 1. Gedurende dat jaar testte hij voor Brabham. Toen tijdens de Grand Prix van Canada aan het eind van het seizoen Brabham-coureur Niki Lauda tussen twee trainingen stopte, kreeg Zunino, die toevallig aanwezig was, de kans van teambaas Bernie Ecclestone.
Tot halverwege 1980 reed Zunino voor Brabham voordat hij werd vervangen door Héctor Rebaque vanwege tegenvallende resultaten. Een jaar later reed hij twee races voor Tyrrell in Zuid-Amerika, voordat Ken Tyrrell Michele Alboreto aantrok. Hierna reed Zunino geen Formule 1 meer.
Na zijn autosportcarrière begon Zunino een hotel aan de voet van de Andes.